# Autoportrait dit « à la longue barbe »
L’Autoportrait dit « à la longue barbe » est un tableau réalisé par le peintre genevois Jean-Étienne Liotard en 1751-1752. Ce pastel sur papier marouflé sur toile est un autoportrait. Il est conservé au musée d'Art et d'Histoire de Genève, à Genève.

## Postérité
Le tableau fait partie des « 105 œuvres décisives de la peinture occidentale » constituant le musée imaginaire de Michel Butor.